# Andrew Nicholson (cestista)
Andrew Fabian Nicholson (Mississauga, 8 dicembre 1989) è un cestista canadese, professionista nella NBA.

## Carriera
È stato selezionato dagli Orlando Magic al primo giro del Draft NBA 2012.
Con il Canada ha disputato i Campionati americani del 2015.

## Statistiche

### College
| Anno      | Squadra            | PG  | PT  | MP   | TC%  | 3P%  | TL%  | RP  | AP  | PRP | SP  | PP   |
| --------- | ------------------ | --- | --- | ---- | ---- | ---- | ---- | --- | --- | --- | --- | ---- |
| 2008-2009 | St. Bonav. Bonnies | 30  | 25  | 25,1 | 60,2 | 0,0  | 61,3 | 6,0 | 0,2 | 0,6 | 2,7 | 12,5 |
| 2009-2010 | St. Bonav. Bonnies | 30  | 30  | 30,2 | 56,4 | -    | 76,0 | 7,1 | 0,5 | 0,2 | 1,8 | 16,4 |
| 2010-2011 | St. Bonav. Bonnies | 31  | 31  | 33,8 | 57,1 | 26,1 | 71,1 | 7,3 | 1,0 | 0,5 | 1,5 | 20,8 |
| 2011-2012 | St. Bonav. Bonnies | 32  | 32  | 30,1 | 57,1 | 43,4 | 77,6 | 8,4 | 1,0 | 0,7 | 2,0 | 18,5 |
| Carriera  | Carriera           | 123 | 118 | 29,9 | 57,5 | 37,7 | 72,0 | 7,2 | 0,7 | 0,5 | 2,0 | 17,1 |

### NBA

#### Regular Season
| Anno      | Squadra       | PG  | PT | MP   | TC%  | 3P%  | TL%  | RP  | AP  | PRP | SP  | PP  |
| --------- | ------------- | --- | -- | ---- | ---- | ---- | ---- | --- | --- | --- | --- | --- |
| 2012-2013 | Orlando Magic | 75  | 28 | 16,7 | 52,7 | -    | 79,8 | 3,4 | 0,6 | 0,3 | 0,4 | 7,8 |
| 2013-2014 | Orlando Magic | 76  | 5  | 15,4 | 42,9 | 31,5 | 82,5 | 3,4 | 0,3 | 0,2 | 0,3 | 5,7 |
| 2014-2015 | Orlando Magic | 40  | 3  | 12,3 | 43,7 | 31,7 | 60,0 | 2,1 | 0,6 | 0,2 | 0,3 | 4,9 |
| 2015-2016 | Orlando Magic | 56  | 0  | 14,7 | 47,1 | 36,0 | 78,5 | 3,6 | 0,4 | 0,2 | 0,4 | 6,9 |
| 2016-2017 | Wash. Wizards | 28  | 0  | 8,3  | 39,0 | 18,8 | 58,3 | 1,2 | 0,3 | 0,4 | 0,2 | 2,5 |
| 2016-2017 | Brooklyn Nets | 10  | 0  | 11,1 | 38,2 | 18,2 | 100  | 2,7 | 0,3 | 0,5 | 0,0 | 3,0 |
| Carriera  | Carriera      | 285 | 36 | 14,3 | 46,7 | 32,1 | 77,3 | 3,0 | 0,4 | 0,3 | 0,3 | 6,0 |